# Орличан L-40 Мета Сокол
Орличан Л-40 Мета Сокол је био чехословачки школски, спортски и туристички четвороседи једномоторни нискокрилни авион металне конструкције из касних 1950-их.

## Пројектовање и развој
Полазећи од назива авиона Орличан L-40 Мета Сокол, долази се до његове личне карте: Орличан је предузећа које је произвело овај авион а то предузеће потиче од предтарне фирме за пројектовање и производњу авиона Бенеш-Мраз основане 1935. године. Мета је ознака за метални авион пошто је претходна успешна варијанта овог авиона била дрвене конструкције. Сокол је био првобитни назив авиона Мраз M-1 Сокол из 1946. године. Главни конструктор овог авиона је био инж. Зденек Рублич који је пројектовао и дрвену варијанту из 1946. године.
Зденек Рублич је пројектовао овај авион у тајности током Другог светског рата, М-1 Сокол је био први послератни чехословачки авион. Био је то веома чист туристичко - спортски авион од ламелиране дрвене конструкције и по већини мишљења, било га је задовољство летети. Произведено је скоро 300 авиона М-1 у пет варијанти и довољно успешних да оправдају даље истраживање дизајна и развој његовог наставка. Наставак развоја је ометен блокадом западних земаља али прво релативно смиривање прилика искоришћено је за оживљавање пројекта.
Радови на наследнику Сокола почели су у октобру 1949. Промене су укључивале пуну металну конструкцију за разлику од дрвене конструкције М-1, нови дизајн кабине и дораде крила. Поред тога, нови дизајн авиона је укључивао V-реп и обрнуту конфигурацију трицикл стајног трапа. Пројект је имао ознаку XLD-40 и први пут је полетео јула месеца 1950. године. У току опитовања констатоване су прилично неповољне карактеристике управљања; Ови проблеми при руковању су проузроковани конфигурацијом В-репа. 
Извршена је реконструкција репа, направљен је класичан реп и уграђена елиса са променљивим кораком. Тај реконструисани авион је полетео први пут августа месеца 1954. Први резултати тестирања су били охрабрујући па је донета одлука да се авион потпуно дотера.
Направљен је предсеријски прототип код кога су отклоњени сви уочени недостаци добио је ознаку LD-40, полетео је први пут марта месеца 1956. године а авион је добио позитивну оцену како пројектаната тако и оцењивача па је почела и серијска производња. 
Када је 1958. године Валтер избацио на тржиште нови мотор Walter M-332, уградњом тог мотора у модел авиона LD-40 добијен је нови авион означен као L-40.

## Технички опис
Труп је био потпуно металне конструкције од дуралуминијума и облогом од алуминијумског лима спојених закивцима, имао је овални попречни пресек са спљоштеним дном. На предњој страни је глатко прешао у поклопац мотора, чији је доњи део био благо продубљен, стварајући прорез за излаз топлог ваздуха из мотора. Кроз тај поклопац су изведене издувне цеви мотора које су издувне гасове мотора изводиле испод авиона. Као саставни део трупа, средишњи центроплан је носио главне резервоаре за гориво, главне ноге стајног трапа и спојеве за повезивање спољних делова крила. Сви прелази су пажљиво обликовани у циљу смањења аеродинамичког отпора.
Пространа, звучно и топлотно изолована кабина са застакљеним шибер поклопцем који је служио и као улаз у кабину. Пртљажни простор запремине 0,5 м³ налазио се иза наслона задњих седишта. Кабина је опремљена дуплим командама у облику волана и свим потребним инструментима за безбедан лет и контролу рада мотора. У кабини су се налазила 4 удобна седишта за пилота и 3 путника распоређана у две клупе. 
Погонска група код модела авиона XLD-40 и LD-40 коришћени су мотори Валтер Минор 4-III, четвороцилиндрични ваздухом хлађени мотори са обрнутим цилиндрима снаге 77 киловата. Код модела XLD-40 примењена је дрвена двокрака елиса фиксног корака а код модела LD-40 је већ уграђена метална двокрака елиса са променливим кораком. Модел авиона L-40 је био опремљен мотором Walter M-332, то је уствари мотор Валтер Минор 4-III са компресором и директним убризгавањем снаге 103 kW у комплету са металном двокраком елисом са променливим кораком. Карактеристике полетања и висине лета авиона L-40 са мотором М-332 су значајно побољшане, уз смањење трошкови рада. 
Троделно трапезоидно крило је исто које је коришћено и на М-1 Соколу (центроплан и два конзолна дела крила) с том разликом што је било потпуно металне конструкције. Цело крило је било обложено алуминијумским лимом. Крила су била опремљена крилцима (елеронима) и закрилцима. Крилца и закрилци су имала исту структуру и облогу као и крило. Закрилца су управљана ручицом стајног трапа. Крило је имало знатан позитивни диедар крила што је авиону заједно са вертикалним стабилизатором повећало стабилилност лета.
Репне површине су биле једноставног и класичног облика. Вертикални и хоризонтални стабилизатори су били конструкције од дурала обложени Ал-лимом, покретне површине (кормила) такође су биле прекривене алуминијумским лимом. Површина на кормилу висине је била подесива на тлу, кормилом правца са балансном површином управљао је пилот у лету.
Стајни трап је био обрнути трицикл. Два главна точка су била причвршћена за предњу рамењачу крила и у току лета су се увлачила повлачењем уназад. Цели точкови се нису могли потпуно увући у унутрашњост крила па су за време лета својом половином излазили ван аеродинамичког профила. Поред негативних последица ово решење је имало и једну добру ствар, а то је да се при принудном следању не оштећује доња страна авиона. Трећи самоуправљиви точак се налазио испод трупа авиона у висини краја кабине за разлику од претходних модела М-2 Скаут и М-3 Бонзо где је трећи точак био испод кљуна авиона (класични трицикл). Поред побољшане видљивости за пилота, измештени задњи точак је могао да се потпуно увуче у труп ради боље аеродинамике у лету. 

## Верзије
- XLD-40 - модел авиона са мотором Валтер Минор 4-III, са репним површинама у облику латиничног слова .
- LD-40 - модел авиона са мотором Валтер Минор 4-III, са класичним репним површинама.
- L-40 - побољшани модел LD-40 са мотором Валтер М-332 (Валтер Минор 4-III са компресором и директним убризгавањем).

## Паралелни приказ техничких података за верзије
| Величине       | подаци (XLD-40)                   | подаци (LD-40)                    | подаци (L-40)                     |
| -------------- | --------------------------------- | --------------------------------- | --------------------------------- |
| посада         | 1 пилот + 3 путника               | 1 пилот + 3 путника               | 1 пилот + 3 путника               |
| размах крила   | 10,05 m                           | 10,05 m                           | 10,05 m                           |
| дужина         | 7,15 m                            | 7,15 m                            | 7,54 m                            |
| висина         | 2,23 m                            | 2,52 m                            | 2,52 m                            |
| површина крила | 14,56 m²                          | 14,56 m²                          | 14,56 m²                          |
| маса празног   | 425 kg                            | 510 kg                            | 534 kg                            |
| маса пуног     | 850 kg                            | 850 kg                            | 934 kg                            |
| погон          | ваздухом хлађен 4-то цил. L-мотор | ваздухом хлађен 4-то цил. L-мотор | ваздухом хлађен 4-то цил. L-мотор |
| тип            | Walter Minor 4-III                | Walter Minor 4-III                | Walter M-332                      |
| снага          | 77 kW (105 KS)                    | 77 kW (105 KS)                    | 103 kW (140 KS)                   |
| макс. брзина   | 240 km/h                          | 230 km/h                          | 237 km/h                          |
| путна брзина   | 215 km/h                          | 200 km/h                          | 204 km/h                          |
| брзина пењања  | 164 m/min                         | 182 m/min                         | 270 m/min                         |
| плафон         | 5.000 m                           | 4.850 m                           | 5.000 m                           |
| долет          | 1.000 km                          | 850 km                            | 1.047 km                          |

## Оперативно коришћење
Производња Л-40 Мета Сокол започета је у децембру 1957. и завршена је у децембру 1959. након што је завршено укупно 106 авиона; 60% ових авиона је извезено и нашло се у употреби у скоро 20 земаља ван Чехословачке. Најзначајнији извозни купци овог типа били су Аустралија, Велика Британија и Немачка.
Углавном, летелица је била на тржишту као лаки туристички авион и навигациони тренажер са смештајем за три путника плус пилот.  L-40 је имао пријатне летачке карактеристике, био је лаке конструкције и имао је прилично респектабилан долет за авион те класе мотора.

## Земље које су користиле авион
- Чехословачка
- Аустралија
- Финска
- Египат
- Немачка
- Велика Британија
- Швајцарска